# Taula de llum

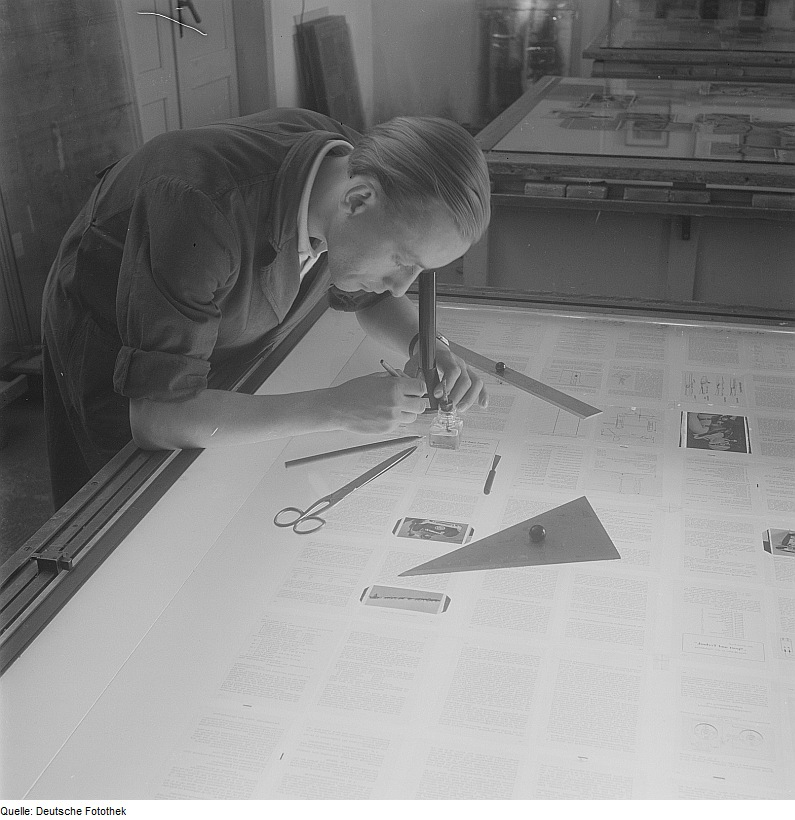
Taula lluminosa

Una taula de llum és un dispositiu de visualització que consta d'una taula o caixa amb una cobertura translúcida que subministra una il·luminació uniforme del subjecte des de sota, il·luminada normalment amb llum fluorescent, per la poca escalfor que emet. En els oficis d'arts gràfiques s'utilitza per a calcar dibuixos, especialment en el món dels dibuixos animats o dels còmics, així com per revisar pel·lícula fotogràfica o il·lustracions que s'hi col·loquen al damunt. També es poden trobar en forma de panell muntats en les parets dels hospitals i consultoris mèdics per poder examinar les radiografies. a través d'una coberta translúcida il·luminada normalment amb tubs fluorescents a causa de la poca calor que emeten.
Algunes taules de llum poden ser com a grans caixes lluminoses aguantades en posició horitzontal mitjançant algun tipus de suport (potes) que permet posar fulls de paper o pel·lícules sobre la seva superfície de treball per veure-les millor o resseguir-les al llapis mentre s'està assegut còmodament en una cadira d'oficina, però n'hi ha d'altres que són més complexes i inclouen complicats estereoscopis integrats formant una sola unitat. Aquest tipus és l'utilitzat pels esquadrons Tomcat per a la interpretació de fotografies aèries.

## Usos

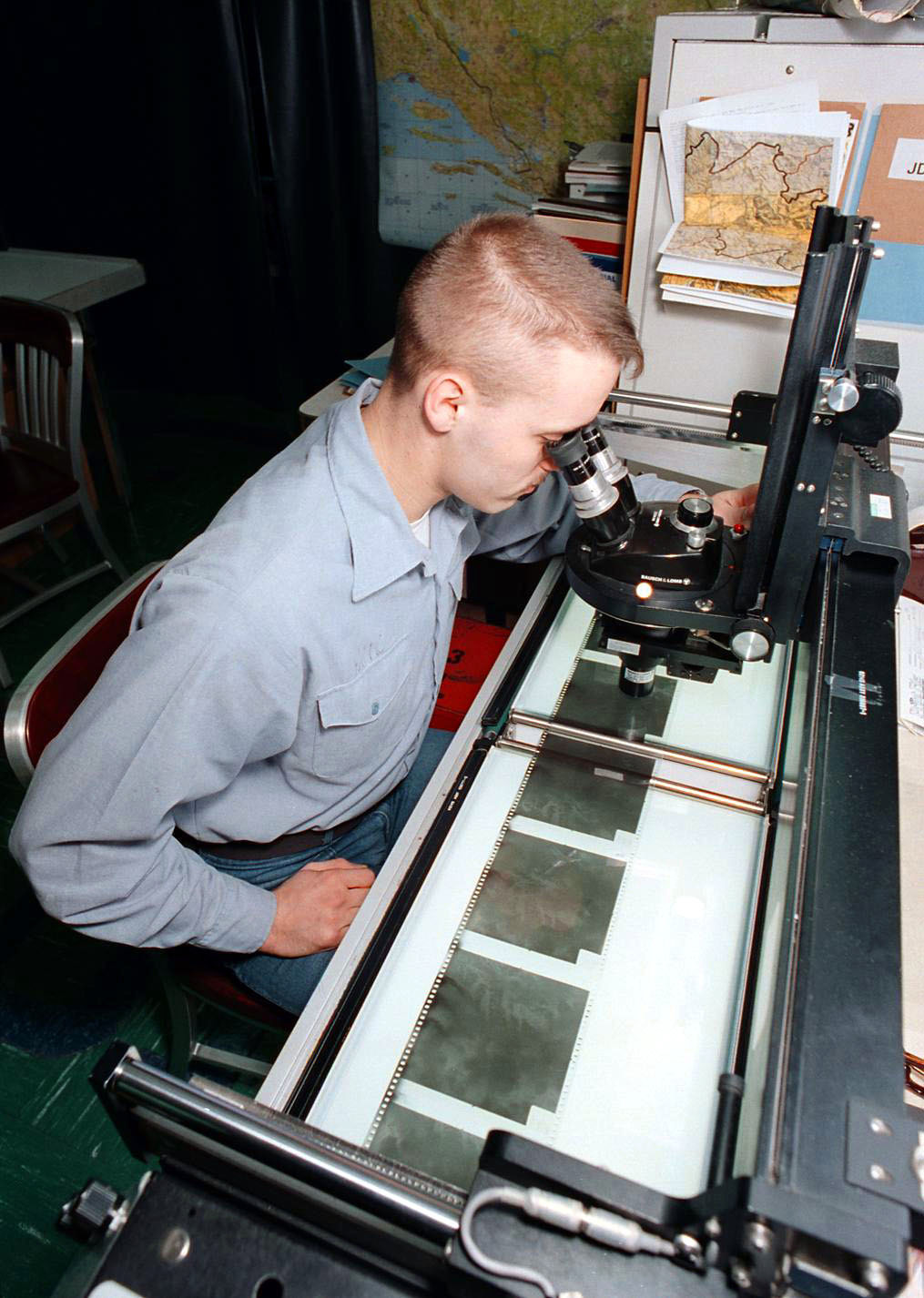
Un especialista utilitza una taula lluminosa per analitzar la pel·lícula d'una càmera KS-87

S'utilitzen sobretot en els oficis d'arts gràfiques per calcar dibuixos, especialment al món dels dibuixos animats o dels còmics. Un altre ús és per exemple per revisar una pel·lícula fotogràfica, fotolits o qualsevol tipus il·lustracions que es puguin col·locar al seu damunt.
En general: Calcat professional en animació, historietes, creació, disseny i dibuix, ensenyament, arquitectura, decoració d'interiors, moda, visionat de radiografies en hospitals (rajos X, ressonància magnètica, etc..)

### Esquadrons Tomcat
Comptaven amb un equip de fotògrafs de la marina de guerra encarregats del manteniment i procés de les imatges. Els esquadrons incloïen Oficials d'Intel·ligència especialistes amb la missió d'ajudar en la posterior explotació de les imatges dels mapes en 3D.
Es duia a terme el manteniment de les càmeres, es retiraven els cassets impressionats, després es processava la pel·lícula i es portava a una sala de tractament relacionada amb el Centre d'Intel·ligència de la nau (CVIC). Els especialistes d'intel·ligència, tenien un espai dedicat només per ells amb una taula lluminosa amb visió estereoscòpica, dissenyada especialment per analitzar els centenars de peus de pel·lícula i poder explotar-ne les dades.